# ディムヤート県
ディムヤート県（ディムヤートけん、アラビア語: محافظة دمياط、Damietta Governorate）は、エジプトの県。県都はディムヤート（ダミエッタ）。面積1,029km2、人口1,092,316人（2006年）。ダミエッタ県とも呼ばれる。

## 地理
エジプト北部、ナイルデルタに位置し、北は地中海に面する。ディムヤート県はナイルデルタの5%、エジプト総面積の1%を占める。

## 隣接する県
- ポートサイド県
- ダカリーヤ県

## 産業
ディムヤート県は綿、米、ジャガイモ、レモン、ブドウ、トマト、トウモロコシ、小麦などを産する。ドミアティ・チーズは、ディムヤート県の特産品である。

## 政治
現知事は、モハンマド・アブドッラティーフ・マンスール。